# Daikon (sistema)
Daikon es un conjunto de programas informáticos que detecta invariantes que se mantienen en una serie de ejecuciones de un programa.
Un invariante es una condición o propiedad que se mantiene cierta en ciertos puntos del programa. Se usa sobre todo en la depuración de programas en las últimas fases de su desarrollo o al modificar código existente (prueba de regresión).
Daikon puede detectar propiedades en programas escritos en C, C++, Java, Perl, e IOA, además de en hoja de cálculo u otras fuentes de datos. Daikon es fácil de extender y es software libre